# Championnat de France de rugby à XV 2016-2017
Navigation
Top 14 2015-2016 Top 14 2017-2018
Le championnat de France de rugby à XV 2016-2017 ou Top 14 2016-2017 est la 118e édition du championnat de France de rugby à XV. Elle oppose les quatorze meilleures équipes de rugby à XV françaises.

## Participants
| \| Aviron bayonnais CA Brive Castres · olympique ASM Clermont FC Grenoble Lyon OU Montpellier HR Stade français Paris Racing 92 RC Toulon Section paloise Stade · toulousain Union Bordeaux Bègles Stade rochelais \| Localisation des clubs engagés en championnat. |
| Aviron bayonnais CA Brive Castres · olympique ASM Clermont FC Grenoble Lyon OU Montpellier HR Stade français Paris Racing 92 RC Toulon Section paloise Stade · toulousain Union Bordeaux Bègles Stade rochelais                                                      |

| Club                  | Dernière montée | Budget prévisionnel 2016-17 en M€ | Classement en 2015-2016 | Entraîneur(s)                                           | Stade                                                                   | Capacité      |
| --------------------- | --------------- | --------------------------------- | ----------------------- | ------------------------------------------------------- | ----------------------------------------------------------------------- | ------------- |
| Aviron bayonnais      | 2016            | 16,8                              | 2e (Pro D2)             | Vincent Etcheto Dewald Senekal                          | Stade Jean-Dauger (Bayonne)                                             | 16 934        |
| Union Bordeaux Bègles | 2011            | 24,2                              | 7e                      | Raphaël Ibañez Jacques Brunel Émile Ntamack Joe Worsley | Stade Chaban-Delmas (Bordeaux) Stade Matmut-Atlantique (Bordeaux)       | 34 694 42 115 |
| CA Brive              | 2013            | 16,4                              | 8e                      | Nicolas Godignon Didier Casadeï Philippe Carbonneau     | Stade Amédée-Domenech (Brive-la-Gaillarde)                              | 13 979        |
| Castres olympique     | 1989            | 20,6                              | 6e                      | Christophe Urios Joe El Abd Frédéric Charrier           | Stade Pierre-Antoine (Castres)                                          | 11 500        |
| ASM Clermont          | 1926            | 30,5                              | 1er                     | Franck Azéma Jono Gibbes                                | Stade Marcel-Michelin (Clermont-Ferrand)                                | 19 022        |
| Racing 92             | 2009            | 25,4                              | 4e (T)                  | Laurent Travers Laurent Labit Ronan O'Gara              | Stade Yves-du-Manoir (Colombes) Stade Pierre-Mauroy (Villeneuve-d'Ascq) | 14 000 50 157 |
| FC Grenoble           | 2012            | 21,7                              | 10e                     | Bernard Jackman Aaron Dundon Mike Prendergast           | Stade des Alpes (Grenoble)                                              | 20 068        |
| Montpellier HR        | 2003            | 24,2                              | 3e                      | Jake White Shaun Sowerby Scott Wisemantel               | Altrad Stadium (Montpellier)                                            | 15 000        |
| Lyon OU               | 2016            | 24,6                              | 1er (Pro D2)            | Pierre Mignoni Sébastien Bruno David Ellis              | Matmut Stadium Gerland (Lyon) Matmut Stadium (Vénissieux)               | 24 000 11 805 |
| Stade français        | 1997            | 27,6                              | 12e                     | Gonzalo Quesada Simon Raiwalui Greg Cooper              | Stade Jean-Bouin (Paris)                                                | 20 000        |
| Section paloise       | 2015            | 19,6                              | 11e                     | Simon Mannix Carl Hayman Frédéric Manca                 | Stade du Hameau (Pau)                                                   | 13 800        |
| Stade rochelais       | 2014            | 18,2                              | 9e                      | Patrice Collazo Xavier Garbajosa                        | Stade Marcel-Deflandre (La Rochelle)                                    | 15 000        |
| RC Toulon             | 2008            | 25,5                              | 2e                      | Mike Ford Marc Dal Maso                                 | Stade Mayol (Toulon) Orange Vélodrome (Marseille)                       | 16 128 67 394 |
| Stade toulousain      | 1907            | 31,5                              | 5e                      | Ugo Mola Jean-Baptiste Élissalde William Servat         | Stade Ernest-Wallon (Toulouse) Stadium (Toulouse)                       | 19 500 33 150 |

## Résumé des résultats

### Classement de la phase régulière
| Rang | Club                  | J  | V  | N | D  | Em | Ee  | Bo | Bd | Pm  | Pe  | Diff | Pts |
| ---- | --------------------- | -- | -- | - | -- | -- | --- | -- | -- | --- | --- | ---- | --- |
| 1    | Stade rochelais       | 26 | 17 | 3 | 6  | 68 | 46  | 6  | 5  | 707 | 498 | +209 | 85  |
| 2    | ASM Clermont          | 26 | 15 | 3 | 8  | 87 | 58  | 8  | 4  | 800 | 562 | +238 | 78  |
| 3    | Montpellier HR        | 26 | 16 | 0 | 10 | 80 | 50  | 7  | 5  | 750 | 564 | +186 | 76  |
| 4    | RC Toulon             | 26 | 14 | 2 | 10 | 68 | 50  | 5  | 4  | 674 | 511 | +163 | 69  |
| 5    | Castres olympique     | 26 | 13 | 1 | 12 | 66 | 38  | 5  | 4  | 667 | 509 | +158 | 63  |
| 6    | Racing 92 (T)         | 26 | 14 | 1 | 11 | 63 | 62  | 3  | 1  | 586 | 616 | -30  | 62  |
| 7    | Stade français Paris  | 26 | 12 | 1 | 13 | 66 | 59  | 5  | 4  | 643 | 638 | +5   | 59  |
| 8    | CA Brive              | 26 | 13 | 1 | 12 | 41 | 61  | 0  | 4  | 577 | 634 | -57  | 58  |
| 9    | Section paloise       | 26 | 12 | 1 | 13 | 58 | 70  | 2  | 5  | 604 | 701 | -97  | 57  |
| 10   | Lyon OU (P)           | 26 | 11 | 2 | 13 | 55 | 56  | 3  | 4  | 573 | 632 | -59  | 55  |
| 11   | Union Bordeaux Bègles | 26 | 11 | 1 | 14 | 50 | 52  | 2  | 6  | 569 | 581 | -12  | 54  |
| 12   | Stade toulousain      | 26 | 11 | 0 | 15 | 53 | 46  | 3  | 6  | 537 | 561 | -24  | 53  |
| 13   | FC Grenoble           | 26 | 7  | 1 | 18 | 58 | 99  | 2  | 6  | 611 | 852 | -241 | 38  |
| 14   | Aviron bayonnais (P)  | 26 | 6  | 3 | 17 | 41 | 107 | 0  | 0  | 466 | 905 | -439 | 30  |

|  | Qualification pour les demi-finales (no 1, no 2) et pour la Coupe d'Europe 2017-2018.                                                                                 |
|  | Qualification pour les barrages (no 3, no 4, no 5, no 6) et pour la Coupe d'Europe 2017-2018.                                                                         |
|  | Qualification pour les barrages de la Coupe d'Europe 2017-2018 (no 7) si le vainqueur du Challenge européen 2016-2017 est qualifié pour les phases finales du Top 14. |
|  | Relégués en Pro D2 pour la saison 2017-2018 (no 13 et no 14). |
|  | T : tenant du titre 2016 • P : promu 2016 |

Attribution des points : victoire sur tapis vert : 5, victoire : 4, match nul : 2, défaite : 0, forfait : -2 ; plus les bonus (offensif : 3 essais de plus que l'adversaire ; défensif : défaite par 5 points d'écart ou moins).
Règles de classement : 1. points terrain (bonus compris) ; 2. points terrain obtenus dans les matchs entre équipes concernées ; 3. différence de points dans les matchs entre équipes concernées ; 4. différence entre essais marqués et concédés dans les matchs entre équipes concernées ; 5. différence de points ; 6. différence entre essais marqués et concédés ; 7. nombre de points marqués ; 8. nombre d'essais marqués ; 9. nombre de forfaits n'ayant pas entraîné de forfait général ; 10. place la saison précédente ; 11. nombre de personnes suspendues après un match de championnat.

### Faits marquants de la saison
- Saison du Stade rochelais (1er, 85 points).
- Maintien de Lyon en Top 14.
- Saison catastrophique du Stade toulousain (meilleure équipe de l'histoire du championnat de France : 19 Boucliers de Brennus et 4 Coupes d'Europe).

### Phase finale
|  | Barrages                                    | Barrages                           |                                             |                                             | Demi-finales                                | Demi-finales                                |  |  | Finale                                      | Finale                                      |
|  | Barrages                                    | Barrages                           |                                             |                                             | Demi-finales                                | Demi-finales                                |  |  | Finale                                      | Finale                                      |
|  |                                             |                                    |                                             |                                             |                                             |                                             |  |  |                                             |                                             |
|  | 19 mai 2017 au Stade Mayol, Toulon          | 19 mai 2017 au Stade Mayol, Toulon |                                             |                                             | 26 mai 2017 à l'Orange Vélodrome, Marseille | 26 mai 2017 à l'Orange Vélodrome, Marseille |  |  | 4 juin 2017 au Stade de France, Saint-Denis | 4 juin 2017 au Stade de France, Saint-Denis |
|  | 19 mai 2017 au Stade Mayol, Toulon          | 19 mai 2017 au Stade Mayol, Toulon |                                             |                                             | 26 mai 2017 à l'Orange Vélodrome, Marseille | 26 mai 2017 à l'Orange Vélodrome, Marseille |  |  | 4 juin 2017 au Stade de France, Saint-Denis | 4 juin 2017 au Stade de France, Saint-Denis |
|  | 19 mai 2017 au Stade Mayol, Toulon          | 19 mai 2017 au Stade Mayol, Toulon | [1] Stade rochelais                         | 15                                          |                                             |                                             |  |  | 4 juin 2017 au Stade de France, Saint-Denis | 4 juin 2017 au Stade de France, Saint-Denis |
|  | [4] RC Toulon                               | 26                                 | [1] Stade rochelais                         | 15                                          |                                             |                                             |  |  | 4 juin 2017 au Stade de France, Saint-Denis | 4 juin 2017 au Stade de France, Saint-Denis |
|  | [4] RC Toulon                               | 26                                 | [4] RC Toulon                               | 18                                          |                                             |                                             |  |  | 4 juin 2017 au Stade de France, Saint-Denis | 4 juin 2017 au Stade de France, Saint-Denis |
|  | [5] Castres olympique                       | 22                                 | [4] RC Toulon                               | 18                                          |                                             |                                             |  |  | 4 juin 2017 au Stade de France, Saint-Denis | 4 juin 2017 au Stade de France, Saint-Denis |
|  | [5] Castres olympique                       | 22                                 | 27 mai 2017 à l'Orange Vélodrome, Marseille | 27 mai 2017 à l'Orange Vélodrome, Marseille | [4] RC Toulon                               | 16                                          |  |  |                                             |                                             |
|  | 20 mai 2017 à l'Altrad Stadium, Montpellier |                                    | 27 mai 2017 à l'Orange Vélodrome, Marseille | 27 mai 2017 à l'Orange Vélodrome, Marseille | [4] RC Toulon                               | 16                                          |  |  |                                             |                                             |
|  |                                             | [2] ASM Clermont                   | 27 mai 2017 à l'Orange Vélodrome, Marseille | 27 mai 2017 à l'Orange Vélodrome, Marseille | 22                                          |                                             |  |  |                                             |                                             |
|  | [3] Montpellier HR                          | [2] ASM Clermont                   | 27 mai 2017 à l'Orange Vélodrome, Marseille | 27 mai 2017 à l'Orange Vélodrome, Marseille | 22                                          | 13                                          |  |  |                                             |                                             |
|  | [3] Montpellier HR                          | [6] Racing 92                      | 31                                          |                                             |                                             | 13                                          |  |  |                                             |                                             |
|  | [6] Racing 92                               | [6] Racing 92                      | 31                                          | 22                                          |                                             |                                             |  |  |                                             |                                             |
|  | [6] Racing 92                               | [2] ASM Clermont                   | 37                                          | 22                                          |                                             |                                             |  |  |                                             |                                             |
|  |                                             | [2] ASM Clermont                   | 37                                          |                                             |                                             |                                             |  |  |                                             |                                             |

## Résultats détaillés

### Phase régulière

#### Tableau synthétique des résultats
L'équipe qui reçoit est indiquée dans la colonne de gauche.
| Clubs             | BAY   | UBB   | CAB   | CAS   | CLE   | GRE   | LOU   | MHR   | SFR   | PAU   | RAC   | ROC   | RCT   | TOU   |
| ----------------- | ----- | ----- | ----- | ----- | ----- | ----- | ----- | ----- | ----- | ----- | ----- | ----- | ----- | ----- |
| Aviron bayonnais  |       | 24-20 | 33-23 | 12-12 | 22-14 | 43-35 | 22-22 | 9-21  | 16-32 | 25-25 | 3-16  | 17-42 | 28-23 | 16-13 |
| Bordeaux-Bègles   | 40-20 |       | 27-25 | 17-29 | 23-23 | 46-14 | 32-10 | 15-32 | 37-19 | 16-18 | 15-9  | 26-0  | 13-26 | 20-11 |
| CA Brive          | 26-9  | 19-22 |       | 33-27 | 16-40 | 23-22 | 22-6  | 28-25 | 28-20 | 38-25 | 25-16 | 29-28 | 15-5  | 21-19 |
| Castres olympique | 47-18 | 33-27 | 32-13 |       | 26-16 | 46-9  | 16-17 | 38-25 | 33-10 | 28-11 | 31-23 | 18-26 | 34-17 | 52-7  |
| ASM Clermont      | 46-27 | 40-16 | 21-26 | 29-19 |       | 21-20 | 16-13 | 19-28 | 46-10 | 65-13 | 47-10 | 30-26 | 30-6  | 29-25 |
| FC Grenoble       | 44-16 | 22-24 | 36-23 | 21-20 | 18-59 |       | 53-21 | 37-51 | 44-22 | 38-39 | 19-10 | 19-22 | 23-23 | 26-22 |
| Lyon OU           | 52-7  | 19-16 | 15-15 | 19-23 | 20-23 | 32-13 |       | 16-3  | 35-33 | 27-22 | 37-25 | 29-25 | 27-13 | 25-20 |
| Montpellier HR    | 61-22 | 31-26 | 42-13 | 28-19 | 22-26 | 54-14 | 25-20 |       | 27-26 | 41-13 | 54-3  | 12-11 | 33-29 | 27-18 |
| Stade français    | 51-5  | 29-9  | 12-10 | 29-25 | 30-30 | 54-20 | 25-19 | 21-17 |       | 51-16 | 27-23 | 31-26 | 17-11 | 15-18 |
| Section paloise   | 25-9  | 28-30 | 32-27 | 18-12 | 40-35 | 39-22 | 38-15 | 32-27 | 23-6  |       | 26-17 | 13-23 | 18-22 | 20-24 |
| Racing 92         | 59-20 | 22-20 | 33-25 | 23-10 | 27-24 | 29-24 | 29-16 | 21-9  | 29-22 | 34-32 |       | 15-38 | 41-30 | 28-14 |
| Stade rochelais   | 34-17 | 16-5  | 36-17 | 22-8  | 30-30 | 40-3  | 43-18 | 40-37 | 37-18 | 27-6  | 23-23 |       | 17-17 | 25-19 |
| RC Toulon         | 82-14 | 37-10 | 21-25 | 23-14 | 23-21 | 42-12 | 31-17 | 28-6  | 31-12 | 32-12 | 17-11 | 20-23 |       | 33-23 |
| Stade toulousain  | 40-12 | 22-17 | 30-12 | 16-15 | 26-20 | 31-3  | 42-26 | 20-12 | 23-18 | 10-20 | 8-10  | 21-27 | 15-32 |       |

|  | Victoire à domicile |  | Match nul |  | Défaite à domicile |

#### Détails des résultats
Les points marqués par chaque équipe sont inscrits dans les colonnes centrales (3-4) alors que les essais marqués sont donnés dans les colonnes latérales (1-6). Les points de bonus sont symbolisés par une bordure bleue pour les bonus offensifs (trois essais de plus que l'adversaire), orange pour les bonus défensifs (défaite par moins de cinq points d'écart), rouge si les deux bonus sont cumulés.

#### Lanterne rouge par journée
À noter qu'à la 16e journée, Bayonne comptait un match de retard sur Grenoble. La place de lanterne rouge est donc théorique de la 16e journée à la 17e journée. Le match en retard a été joué entre la journée 17 et 18 et la défaite de Bayonne n'a pas eu d'influence sur la place de lanterne rouge.

#### Évolution du classement
| Club            | 1  | 2  | 3  | 4  | 5  | 6  | 7  | 8  | 9  | 10 | 11 | 12 | 13 | 14 | 15 | 16 | 17 | 18 | 19 | 20 | 21  | 22  | 23  | 24 | 25 | 26 |
| --------------- | -- | -- | -- | -- | -- | -- | -- | -- | -- | -- | -- | -- | -- | -- | -- | -- | -- | -- | -- | -- | --- | --- | --- | -- | -- | -- |
| Bayonne         | 5  | 4  | 10 | 13 | 13 | 13 | 13 | 14 | 14 | 14 | 14 | 13 | 13 | 14 | 14 | 14 | 14 | 14 | 14 | 14 | 14  | 14  | 14  | 14 | 14 | 14 |
| Bordeaux-Bègles | 4  | 9  | 13 | 7  | 12 | 6  | 6  | 5  | 6  | 6  | 5  | 2  | 6  | 6  | 7  | 9  | 9  | 9  | 11 | 8  | 8   | 7   | 11  | 9  | 11 | 11 |
| Brive           | 8  | 3  | 1  | 6  | 4  | 9  | 7  | 7  | 10 | 8  | 9  | 9  | 10 | 9  | 11 | 10 | 10 | 10 | 9  | 9  | 10  | 9   | 8   | 11 | 10 | 8  |
| Castres         | 2  | 2  | 8  | 10 | 6  | 4  | 9  | 10 | 9  | 9  | 8  | 6  | 5  | 8  | 5  | 7  | 4  | 4  | 3  | 5  | 61  | 51  | 51  | 81 | 5  | 5  |
| Clermont        | 6  | 5  | 4  | 2  | 1  | 3  | 1  | 1  | 1  | 1  | 1  | 1  | 1  | 1  | 1  | 1  | 2  | 1  | 2  | 2  | 2   | 2   | 2   | 2  | 2  | 2  |
| Grenoble        | 14 | 14 | 14 | 14 | 14 | 14 | 14 | 13 | 13 | 13 | 13 | 14 | 14 | 13 | 13 | 13 | 13 | 13 | 13 | 13 | 13  | 13  | 13  | 13 | 13 | 13 |
| Lyon            | 9  | 11 | 7  | 11 | 9  | 12 | 12 | 9  | 11 | 10 | 10 | 11 | 12 | 12 | 12 | 12 | 12 | 12 | 12 | 11 | 11  | 11  | 9   | 7  | 9  | 10 |
| Montpellier     | 12 | 12 | 12 | 5  | 3  | 2  | 4  | 3  | 3  | 5  | 4  | 4  | 2  | 2  | 3  | 3  | 3  | 3  | 4  | 3  | 31  | 31  | 31  | 31 | 3  | 3  |
| Pau             | 13 | 13 | 9  | 12 | 10 | 8  | 10 | 12 | 12 | 12 | 11 | 12 | 11 | 10 | 9  | 8  | 6  | 6  | 5  | 4  | 5   | 6   | 7   | 10 | 8  | 9  |
| Racing 92       | 11 | 8  | 3  | 8  | 5  | 7  | 11 | 8  | 7  | 7  | 7  | 7  | 8  | 5  | 8  | 6  | 8  | 7  | 7  | 7  | 91  | 81  | 61  | 51 | 6  | 6  |
| La Rochelle     | 7  | 6  | 2  | 1  | 2  | 1  | 2  | 2  | 4  | 2  | 2  | 3  | 4  | 3  | 2  | 2  | 1  | 2  | 1  | 1  | 1   | 1   | 1   | 1  | 1  | 1  |
| Stade français  | 1  | 7  | 6  | 3  | 7  | 11 | 8  | 11 | 8  | 11 | 12 | 10 | 9  | 11 | 10 | 11 | 11 | 11 | 10 | 12 | 121 | 121 | 101 | 61 | 7  | 7  |
| Toulon          | 10 | 10 | 11 | 4  | 8  | 5  | 3  | 4  | 2  | 3  | 3  | 5  | 3  | 4  | 4  | 5  | 5  | 5  | 6  | 6  | 4   | 4   | 4   | 4  | 4  | 4  |
| Toulouse        | 3  | 1  | 5  | 9  | 11 | 10 | 5  | 6  | 5  | 4  | 6  | 8  | 7  | 7  | 6  | 4  | 7  | 8  | 8  | 10 | 7   | 10  | 12  | 12 | 12 | 12 |

1 Avec 1 match en moins à cause du report des matchs Castres-Stade Français et Montpellier-Racing 92

#### État de forme des équipes
| Club            | 1 | 2 | 3 | 4 | 5 | 6 | 7 | 8 | 9 | 10 | 11 | 12 | 13 | 14 | 15 | 16 | 17 | 18 | 19 | 20 | 21 | 22 | 23 | 24 | 25 | 26 |
| --------------- | - | - | - | - | - | - | - | - | - | -- | -- | -- | -- | -- | -- | -- | -- | -- | -- | -- | -- | -- | -- | -- | -- | -- |
| Bayonne         | G | N | P | P | P | P | N | P | P | P  | G  | G  | P  | P  | P  | P  | G  | P  | N  | P  | G  | P  | P  | P  | G  | P  |
| Bordeaux-Bègles | G | P | P | G | P | G | G | G | P | G  | G  | G  | P  | P  | P  | P  | N  | P  | P  | G  | P  | G  | P  | G  | P  | P  |
| Brive           | N | G | G | P | G | P | G | P | P | G  | P  | G  | P  | G  | P  | G  | P  | P  | G  | G  | P  | G  | G  | P  | P  | G  |
| Castres         | G | N | P | P | G | G | P | P | G | P  | G  | G  | G  | P  | G  | P  | G  | G  | G  | P  | G  | P  | P  | P  | G  | P  |
| Clermont        | N | G | N | G | G | P | G | G | G | G  | P  | G  | P  | G  | P  | G  | N  | G  | P  | P  | G  | P  | P  | G  | G  | G  |
| Grenoble        | P | P | P | G | P | P | P | G | P | P  | P  | P  | P  | G  | P  | P  | G  | P  | G  | P  | N  | G  | P  | P  | P  | G  |
| Lyon            | N | P | G | P | G | P | N | G | P | G  | P  | P  | P  | P  | G  | P  | G  | P  | G  | G  | P  | G  | G  | G  | P  | P  |
| Montpellier     | P | P | G | G | G | G | P | G | G | P  | G  | P  | G  | G  | P  | G  | P  | G  | P  | G  | G  | P  | G  | G  | P  | G  |
| Pau             | P | P | G | P | G | G | P | P | P | P  | G  | P  | G  | G  | G  | G  | G  | G  | N  | G  | P  | P  | P  | P  | G  | P  |
| Racing 92       | P | G | G | P | G | P | P | G | G | G  | P  | G  | N  | G  | P  | G  | P  | G  | P  | P  | P  | G  | G  | G  | P  | G  |
| La Rochelle     | N | G | G | G | P | G | P | N | P | G  | G  | P  | N  | G  | G  | G  | G  | G  | G  | G  | G  | G  | G  | P  | G  | P  |
| Stade français  | G | P | N | G | P | P | G | P | G | P  | P  | G  | G  | P  | G  | P  | P  | P  | G  | P  | P  | G  | G  | G  | G  | P  |
| Toulon          | P | G | P | G | P | G | G | N | G | P  | G  | P  | G  | P  | G  | P  | P  | G  | P  | G  | N  | P  | G  | G  | G  | G  |
| Toulouse        | G | G | P | P | P | G | G | P | G | G  | P  | P  | G  | P  | G  | G  | P  | P  | P  | P  | G  | P  | P  | P  | P  | G  |

Séries de la saison :
- Séries de victoires : La Rochelle, série de 10 victoires consécutives.
- Séries de matchs sans défaites : La Rochelle, série de 11 matchs consécutifs sans défaites.
- Séries de défaites : Grenoble, série de 5 défaites consécutives.
- Séries de matchs sans victoires : Bayonne , série de 9 matchs consécutifs sans victoires.

### Phase finale

#### Barrages
| Vendredi 19 mai 2017 21 h 00 | RC Toulon | 26–22 (13–9) | Castres olympique | Stade Mayol Arbitre : Alexandre Ruiz |
| Vendredi 19 mai 2017 21 h 00 | Essai(s) : 2 Delboulbès (19e), Halfpenny (64e) Transformation(s) : 2 Halfpenny (20e,66e) Pénalité(s) : 4 Halfpenny (3e,29e, 60e, 71e) Carton(s) jaune(s) : 2 Gill (48e), Mitchell (55e) |              | Essai(s) : 1 de pénalité (55e) Transformation(s) : Urdapilleta (55e) Pénalité(s) : 5 Urdapilleta (4e,22e, 31e, 49e, 74e) | Stade Mayol Arbitre : Alexandre Ruiz |
| Vendredi 19 mai 2017 21 h 00 | |              | | Stade Mayol Arbitre : Alexandre Ruiz |

| RC Toulon · Titulaires · 64e Leigh Halfpenny 15 · Josua Tuisova 14 · Mathieu Bastareaud 13 · Ma'a Nonu 12 · 55e à 65e Drew Mitchell 11 · 77e François Trinh-Duc 10 · 79e Sebastien Tillous-Borde 9 · (cap.) Duane Vermeulen 8 · 48e à 58e Liam Gill 7 · Juan Smith 6 · 70e Romain Taofifénua 5 · Juandré Kruger 4 · 55e Levan Chilachava 3 · 68e Guilhem Guirado 2 · 19e 52e Laurent Delboulbès 1 · Remplaçants · 68e Anthony Étrillard 16 · 52e Xavier Chiocci 17 · 70e Mamuka Gorgodze 18 · Juan Martin Fernandez-Lobbe 19 · 77e Anthony Belleau 20 · James O'Connor 21 · 79e Éric Escande 22 · 55e Marcel van der Merwe 23 · Entraîneur · Richard Cockerill |  | Castres olympique Titulaires · 15 Pierre Bérard 70e · 14 Julien Caminati · 13 Thomas Combezou 66e · 12 Robert Ebersohn · 11 David Smith · 10 Benjamín Urdapilleta · 9 Rory Kockott 55e · 8 Maama Vaipulu 67e · 7 Anthony Jelonch 60e 66e · 6 Yannick Caballero · 5 Rodrigo Capó Ortega (cap.) 62e · 4 Loic Jacquet · 3 Damien Tussac 66e · 2 Brice Mach 55e · 1 Antoine Tichit 66e · Remplaçants · 16 Jody Jenneker 55e · 17 Tudor Stroe 66e · 18 Victor Moreaux 62e · 19 Steve Mafi 60e 66e 67e · 20 Antoine Dupont 55e · 21 Afusipa Taumoepeau 66e · 22 Julien Dumora 70e · 23 Yohan Montès 66e · Entraîneur · Christophe Urios |

| Samedi 20 mai 2017 17 h 00 | Montpellier HR | 13–22 (10–14) | Racing 92 | Altrad Stadium Arbitre : Romain Poite |
| Samedi 20 mai 2017 17 h 00 | Essai(s) : 1 Paillaugue (19e) Transformation(s) : 1 W. du Plessis (20e) Pénalité(s) : 2 du Plessis (39e, 53e) Carton(s) jaune(s) : 1 Steyn (44e) Carton(s) rouge(s) : 1 J. du Plessis (79e) |               | Essai(s) : 3 Nakarawa (15e), Teddy Thomas (24e), Rokocoko (76e) Transformation(s) : 2 Carter (15e, 25e) Pénalité(s) : 1 Carter (79e) | Altrad Stadium Arbitre : Romain Poite |
| Samedi 20 mai 2017 17 h 00 | |               | | Altrad Stadium Arbitre : Romain Poite |

| Montpellier HR · Titulaires · Joffrey Michel 15 · Timoci Nagusa 14 · Henry Immelman 13 · 44e à 54e François Steyn 12 · 38e 40e 58e Nemani Nadolo 11 · 27e Willie du Plessis 10 · 19e 61e Benoît Paillaugue 9 · Pierre Spies 8 · Kélian Galletier 7 · (cap.) Fulgence Ouedraogo 6 · 65e Paul Willemse 5 · Jacques du Plessis 4 · 56e Antoine Guillamon 3 · 25e Bismarck du Plessis 2 · 56e Grégory Fichten 1 · Remplaçants · 25e Charles Géli 16 · 56e Mikheil Nariashvili 17 · 65e Konstantin Mikautadze 18 · 72e Akapusi Qera 19 · 61e Nic White 20 · 38e 40e 58e Duhan van der Merwe 21 · 27e 72e Demetri Catrakilis 22 · 56e 79e Jannie du Plessis 23 · Entraîneur · Jake White |  | Racing 92 · Titulaires · 15 Brice Dulin 32e 38e 40e · 14 Joe Rokocoko 75e · 13 Henry Chavancy · 12 Casey Laulala · 11 Juan Imhoff 7e · 10 Dan Carter · 9 Maxime Machenaud (cap.) 76e · 8 Chris Masoe 76e · 7 Bernard Le Roux · 6 Yannick Nyanga 75e · 5 Leone Nakarawa 15e · 4 Gerbrandt Grobler · 3 Ben Tameifuna 48e · 2 Virgile Lacombe 48e · 1 Viliamu Afatia 48e · Remplaçants · 16 Camille Chat 48e · 17 Eddy Ben Arous 48e · 18 Manuel Carizza 76e · 19 Antonie Claassen 75e · 20 James Hart 76e · 21 Remy Tales 32e 38e 40e · 22 Teddy Thomas 7e 24e · 23 Luc Ducalcon 48e · Entraîneur · Laurent Travers, Laurent Labit |

#### Demi-finales
| Vendredi 26 mai 2017 21 h 00 | Stade rochelais                                                                                          | 15–18 (9–6) | RC Toulon                                                                     | Orange Vélodrome 63 642 spectateurs Arbitre : Pascal Gaüzère |
| Vendredi 26 mai 2017 21 h 00 | Pénalité(s) : 4 James (30e, 40e, 43e, 47e) Drop(s) : 1 James (20e) Carton(s) rouge(s) : 1 Aguillon (51e) |             | Pénalité(s) : 5 Halfpenny (25e, 32e, 52e, 56e, 70e) Drop(s) : 1 Belleau (80e) | Orange Vélodrome 63 642 spectateurs Arbitre : Pascal Gaüzère |
| Vendredi 26 mai 2017 21 h 00 | |             |                                                                               | Orange Vélodrome 63 642 spectateurs Arbitre : Pascal Gaüzère |

| Stade rochelais Titulaires · Kini Murimurivalu 15 · Gabriel Lacroix 14 · 51e Pierre Aguillon 13 · 64e Levani Botia 12 · Vincent Rattez 11 · 68e Brock James 10 · 60e Arthur Retière 9 · Victor Vito 8 · Kevin Gourdon 7 · Romain Sazy 6 · 43e Damien Lagrange 5 · (cap.) 46e 51e 54e 75e Uini Atonio 4 · 40e Lekso Kaulashvili 3 · 40e Jérémie Maurouard 2 · 40e Vincent Pelo 1 · Remplaçants · 40e Hikairo Forbes 16 · 40e Mike Corbel 17 · 42e Jone Qovu 18 · 46e 51e 54e Jason Eaton 19 · 60e Enrico Januarie 20 · 64e Zack Holmes 21 · 68e Steeve Barry 22 · 40e 75e Mohamed Boughanmi 23 · Entraîneur · Patrice Collazo |  | RC Toulon · Titulaires · 15 Leigh Halfpenny · 14 Josua Tuisova · 13 Mathieu Bastareaud · 12 James O'Connor 52e · 11 Drew Mitchell · 10 Anthony Belleau · 9 Sebastien Tillous-Borde · 8 Duane Vermeulen (cap.) · 7 Liam Gill 73e · 6 Juan Smith · 5 Romain Taofifénua 42e · 4 Juandré Kruger · 3 Marcel van der Merwe · 2 Guilhem Guirado 73e · 1 Florian Fresia 56e · Remplaçants · 16 Anthony Étrillard 73e · 17 Xavier Chiocci 56e · 18 Mamuka Gorgodze 42e · 19 Juan Martin Fernandez-Lobbe 73e · 20 Jimmy Yobo · 21 Matt Giteau 52e · 22 Éric Escande · 23 Emerick Setiano · Entraîneur · Richard Cockerill |

| Samedi 27 mai 2017 18 h 00 | ASM Clermont | 37–31 (19–6) | Racing 92 | Orange Vélodrome 64 123 spectateurs Arbitre : Mathieu Raynal |
| Samedi 27 mai 2017 18 h 00 | Essai(s) : 4 Penaud (18e), Lopez (27e, 47e), Lee (63e) Transformation(s) : 1 Parra (47e) Pénalité(s) : 5 Parra (12e, 33e, 40e, 55e, 61e) Carton(s) rouge(s) : 1 Flip van der Merwe (41e) |              | Essai(s) : 3 Masoe (70e, 77e), Tameifuna (80e) Transformation(s) : 2 Hart (77e), Masoe (80e) Pénalité(s) : 4 Carter (9e, 23e, 42e, 45e) Carton(s) jaune(s) : 1 Masoe (53e) | Orange Vélodrome 64 123 spectateurs Arbitre : Mathieu Raynal |
| Samedi 27 mai 2017 18 h 00 | |              | | Orange Vélodrome 64 123 spectateurs Arbitre : Mathieu Raynal |

| ASM Clermont · Titulaires · Nick Abendanon 15 · David Strettle 14 · 18e 55e Damian Penaud 13 · Rémi Lamerat 12 · Alivereti Raka 11 · 27e 47e 71e Camille Lopez 10 · 19e 24e 78e Morgan Parra 9 · 64e Fritz Lee 8 · Judicaël Cancoriet 7 · (cap.) Damien Chouly 6 · 41e Flip van der Merwe 5 · 67e Arthur Iturria 4 · 59e Davit Zirakashvili 3 · 59e Benjamin Kayser 2 · 59e Raphaël Chaume 1 · Remplaçants · 59e John Ulugia 16 · 59e Étienne Falgoux 17 · 67e Paul Jedrasiak 18 · 72e Peceli Yato 19 · 19e 24e 78e Ludovic Radosavljevic 20 · 71e Patricio Fernandez 21 · 55e Aurélien Rougerie 22 · 59e Aaron Jarvis 23 · Entraîneur · Franck Azéma |  | Racing 92 · Titulaires · 15 Brice Dulin · 14 Joe Rokocoko · 13 Henry Chavancy 19e 26e · 12 Casey Laulala · 11 Teddy Thomas 42e · 10 Dan Carter 65e · 9 Maxime Machenaud (cap.) 65e · 8 Chris Masoe 53e à 63e 70e 77e · 7 Bernard Le Roux 54e · 6 Wenceslas Lauret · 5 Leone Nakarawa 67e · 4 Gerbrandt Grobler 37e 41e · 3 Ben Tameifuna 48e 65e 80+1e · 2 Virgile Lacombe 48e · 1 Viliamu Afatia 48e · Remplaçants · 16 Camille Chat 48e · 17 Eddy Ben Arous 48e · 18 Manuel Carizza 37e 41e 67e · 19 Yannick Nyanga 54e · 20 James Hart 65e · 21 Remy Tales 65e · 22 Anthony Tuitavake 19e 26e 42e · 23 Luc Ducalcon 48e 65e · Entraîneur · Laurent Travers, Laurent Labit |

#### Finale
| Dimanche 4 juin 2017 20 h 45 | ASM Clermont Auvergne | 22–16 (16–10) | RC Toulon | Stade de France, Saint-Denis 79 771 spectateurs Arbitre : Romain Poite |
| Dimanche 4 juin 2017 20 h 45 | Essai(s) : 1 Raka (10e) Transformation(s) : 1 Parra (11e) Pénalité(s) : 5 Parra (6e, 22e, 40e, 49e, 74e) Carton(s) jaune(s) : 1 Lee (35e) |               | Essai(s) : 1 Tuisova (37e) Transformation(s) : 1 Belleau (38e) Pénalité(s) : 3 Belleau (33e, 44e) Trinh-Duc (72e) | Stade de France, Saint-Denis 79 771 spectateurs Arbitre : Romain Poite |
| Dimanche 4 juin 2017 20 h 45 | |               | | Stade de France, Saint-Denis 79 771 spectateurs Arbitre : Romain Poite |

| ASM Clermont · Titulaires · Nick Abendanon 15 · 72e David Strettle 14 · 49e Damian Penaud 13 · Rémi Lamerat 12 · 10e Alivereti Raka 11 · Camille Lopez 10 · Morgan Parra 9 · 35e à 45e Fritz Lee 8 · Judicaël Cancoriet 7 · (cap.) Damien Chouly 6 · 26e Sitaleki Timani 5 · 42e Arthur Iturria 4 · 78e Davit Zirakashvili 3 · 61e Benjamin Kayser 2 · 68e Raphaël Chaume 1 · Remplaçants · 61e John Ulugia 16 · 68e Étienne Falgoux 17 · 26e Paul Jedrasiak 18 · 42e Peceli Yato 19 · Ludovic Radosavljevic 20 · 72e Patricio Fernandez 21 · 49e Aurélien Rougerie 22 · 78e Aaron Jarvis 23 · Entraîneur · Franck Azéma |  | RC Toulon · Titulaires · 15 James O'Connor 35e 40e · 14 Josua Tuisova 69e 78e 37e · 13 Mathieu Bastareaud · 12 Ma'a Nonu · 11 Drew Mitchell 61e 69e 78e · 10 Anthony Belleau 61e · 9 Sébastien Tillous-Borde · 8 (cap.) Duane Vermeulen · 7 Liam Gill · 6 Juan Smith 64e 78e · 5 Romain Taofifénua 64e · 4 Juandré Kruger · 3 Marcel van der Merwe 54e · 2 Guilhem Guirado 69e · 1 Laurent Delboulbès 42e · Remplaçants · 16 Anthony Etrillard 69e · 17 Xavier Chiocci 42e · 18 Mamuka Gorgodze 64e · 19 Juan Martin Fernandez Lobbe 64e 78e · 20 François Trinh-Duc 35e 40e 61e · 21 Matt Giteau 61e · 22 Eric Escande · 23 Levan Chilachava 54e · Entraîneur · Richard Cockeril |

### Statistiques

#### Meilleur réalisateur
| Rang | Joueur               | Club              | Poste            | Points | Essais | Transf. | Pén. | Drops |
| ---- | -------------------- | ----------------- | ---------------- | ------ | ------ | ------- | ---- | ----- |
| 1    | Gaëtan Germain       | CA Brive          | Arrière          | 324    | 1      | 29      | 87   | 0     |
| 2    | Benjamin Urdapilleta | Castres olympique | Demi d'ouverture | 253    | 3      | 38      | 53   | 1     |
| 3    | Leigh Halfpenny      | RC Toulon         | Arrière          | 223    | 3      | 23      | 54   | 0     |
| 4    | Jonathan Wisniewski  | FC Grenoble       | Demi d'ouverture | 220    | 0      | 35      | 49   | 1     |
| 5    | Brock James          | Stade rochelais   | Demi d'ouverture | 214    | 1      | 31      | 48   | 1     |
| 6    | Tom Taylor           | Section paloise   | Demi d'ouverture | 208    | 1      | 22      | 53   | 0     |
| 7    | Jules Plisson        | Stade français    | Demi d'ouverture | 201    | 2      | 25      | 46   | 1     |
| 8    | Morgan Parra         | ASM Clermont      | Demi de mêlée    | 183    | 2      | 25      | 40   | 1     |
| 9    | Dan Carter           | Racing 92         | Demi d'ouverture | 166    | 1      | 28      | 35   | 0     |
| 10   | Frédéric Michalak    | Lyon OU           | Demi d'ouverture | 155    | 1      | 21      | 36   | 0     |

#### Meilleur marqueur
| Rang | Joueur            | Club                 | Poste         | Essais |
| ---- | ----------------- | -------------------- | ------------- | ------ |
| 1    | Waisea Nayacalevu | Stade français Paris | Centre-Ailier | 14     |
| 2    | Watisoni Votu     | Section paloise      | Ailier        | 13     |
| 3    | David Strettle    | ASM Clermont         | Ailier        | 11     |
| 4    | Juan Imhoff       | Racing 92            | Ailier        | 10     |
| -    | Gabriel Lacroix   | Stade rochelais      | Ailier        | 10     |
| 6    | Nemani Nadolo     | Montpellier HR       | Ailier        | 9      |
| 7    | Carl Fearns       | Lyon OU              | 3e ligne      | 8      |
| -    | Timoci Nagusa     | Montpellier HR       | Ailier        | 6      |
| -    | Noa Nakaitaci     | ASM Clermont         | Ailier        | 8      |
| -    | Joe Tomane        | Montpellier HR       | Centre-Ailier | 8      |

#### Statistiques diverses

##### Équipes
- Plus grand nombre d'essais marqués par une équipe dans un match : 12 essais pour le RC Toulon lors de la 20e journée face à l' Aviron bayonnais.
- Plus grand nombre d'essais dans un match : 14 essais lors du match RC Toulon - Aviron bayonnais comptant pour la 20e journée.
- Plus grand nombre de points marqués par une équipe dans un match : 82 points du RC Toulon face à l' Aviron bayonnais comptant pour la 20e journée (82-14).
- Plus grand écart de points : 68 points lors du match RC Toulon - Aviron bayonnais comptant pour la 20e journée (82-14).
- Plus grand nombre de points dans une rencontre : 96 points lors du match RC Toulon - Aviron bayonnais comptant pour la 20e journée (82-14).
- Plus large victoire à l'extérieur : 41 points d'écart lors du match FC Grenoble - ASM Clermont comptant pour la 24e journée (18-59).

##### Individuelles
- Premier essai de la saison : Noa Nakaitaci à la 2e minute de la première journée pour l' ASM Clermont face au Stade rochelais.
- Premier doublé : Gio Aplon à la 45e et à la 77e minute lors de la première journée pour le FC Grenoble face au Stade français.
- Premier triplé : Noa Nakaitaci à la 15e, 51e et à la 65e minute lors de la quatrième journée pour le ASM Clermont face au Racing 92.
- Premier quadruplé : Gabriel Lacroix à la 55e, 60e, 64e et à la 66e minute lors de la quatorzième journée pour le Stade rochelais face à l'Aviron bayonnais.
- Essai plus rapide d'une rencontre : Facundo Isa après 21 secondes de jeu lors de la vingt-deuxième journée pour le Lyon OU face à l'Aviron bayonnais[10].
- Plus grand nombre de pénalités marquées dans un match par un joueur : Jonathan Wisniewski avec 8 pénalités inscrites lors de la sixième journée pour le FC Grenoble face à la Section paloise.
- Plus grand nombre de drops marqués dans un match : David Mélé avec 3 drops inscrits lors de la vingt-deuxième journée pour le FC Grenoble face au Castres olympique.
- Plus grand nombre de transformations marquées dans un match : Pierre Bernard avec 11 transformations inscrites lors de la vingtième journée pour le RC Toulon face à l' Aviron bayonnais.

### Filmographie
Le documentaire Beau Joueur, réalisé par Delphine Gleize et sorti au cinéma en 2019, suit les efforts de l'Aviron bayonnais pour se maintenir dans l'élite lors de la saison 2016-2017 du Top 14.